# Моша Пияде
Мо́ша Пия́де или Моше Пияде (на сръбски: Моша Пијаде или Moša Pijade) с псевдоним Чичо Янко (Чича Јанко) е виден деец на югославското партизанско движение, близък съратник на Йосип Броз Тито, генерал-майор от Югославската народна армия, сръбски и югославски художник, журналист, държавен деец на Югославия след Втората световна война, редовен член на Сръбската академия на науките и изкуствата.

## Биография
Произхожда от богато сефарадско еврейско семейство. След завършване на основно училище учи изобразително изкуство в Белград (занаятчийско-художествено училище, 1905), в Мюнхен (частно училище и художествена академия, 1907), в Париж (академия Гран Шомиер, 1909 – 1910).
Увлечен в журналистическа работа през 1911 – 1912 година, е секретар на асоциацията на сръбските журналисти. През 1913 – 1915 г. пребивава във Вардарска Македония, окупирана от Сърбия, бил е преподавател по рисуване в Охрид. Издава ежедневника „Свободно слово“ („Слободна реч“) от март до декември 1919 г.
Член на Социалистическата партия на Кралството на сърби, хървати и словенци от 1920 г., преобразувана през юни същата година в Комунистическа партия на Кралството на сърби, хървати и словенци. През 1921 г., след като ЮКП е забранена, Пияде влиза в нелегалното ръководство на партията от 3 души, скоро е арестуван. Освободен е от затвора същата година и продължава революционната си дейност, като създава прокомунистически профсъюзи, Независима работническа партия (1923) – легално прикритие на ЮКП, сътрудничи в нелегалния партиен печат, редактира партийния вестник „Комунист“.
Повторно арестуван през 1925 г., той е осъден на 12 години лишаване от свобода, а през 1934 г. към присъдата му са добавени още 2 години за подбуждане към неподчинение. В затвора се запознава с Тито, организира кръжок по марксизъм, учредява комунистически партийни комитети сред затворниците, основава партийна школа, редактира теоретичния партиен орган „З. Б.“ (съкращение от „За болшевизация“). Заедно с Родолюб Чолакович превежда „Капиталът“ и други трудове на Карл Маркс на сърбохърватски език, стихове на Шарл Бодлер, занимава се с живопис. През 1939 – 1941 година живее в Белград, работи като художник. За 3-ти път е арестуван за комунистическа дейност и е изпратен в концлагер в Билеча, където остава до март 1941 година.
След началото на германската операция „Ауфмарш 25“ за окупиране на Югославия се прехвърля в Черна гора, където се заема с организирането съпротивата. Пияде е сред организаторите на въстанието в Черна гора от 13 юли 1941 г. Заедно с Милован Джилас провежда кампания за борба с левичарските грешки сред черногорските партизани. От декември 1941 г. е във Върховния щаб на Народноосвободителната армия на Югославия, където ръководи икономическия отдел. Автор е законодателството, действало на контролираните от партизаните територии. Основава Телеграфната агенция на нова Югославия (ТАНЮГ) през 1943 г. От есента на 1944 до пролетта на 1945 г. е на политическа мисия в Москва. Създава стратегията на партизаните да провокират с нападенията си германците да унищожават селата и така да принуждават разорените в резултат селяни да се присъединяват в партизанските редици, защото имащите приемливо качество на живот селяни нямат значение за партизаните, а масите могат да бъдат комунизирани само ако комунистите, определени от Пияде като смъртни врагове на всяко благосъстояние, ред и мир, създадат нещастие и хвърлят населението в отчаяние.
След освобождаването на Югославия е депутат в Съюзната народна скупщина (без прекъсване) и в Народната скупщина на Сърбия (1-ви и 2-ри състав). До януари 1953 г. е председател на конституционната, после на законодателната комисия в Съюзната скупщина. После в продължение на година е заместник-председател на Съюзното изпълнително вече (правителството) на Югославия. От януари 1954 г. е председател на Съюзната скупщина на Югославия.
От юни 1948 г. е член на Политбюро на ЦК (Изпълком от ноември 1952 г.) на ЮКП. По време на разрива на Тито със Сталин заема позиция в подкрепа на югославската страна, за което (по думите на Никита Хрушчов) Сталин лично е дописал ругателен пасаж за Пияде в уводна статия на в. „Правда“. М. Пияде е на Председателството на Социалистическия съюз на трудовия народ на Югославия – най-масовата обществено-политическа организация в страната. Член на сдруженията на журналистите и на художниците.
Участва в мирната конференция в Париж, многократно оглавява югославски дипломатически мисии в чужбина.
Умира през 1957 г. в Париж, на връщане от Лондон, където е водил парламентарна делегация. Тленните му останки са преместени в Белград и са положени в гробницата на народните герои на Югославия в Белградската крепост.